# Джо Када
Джо Када е американски професионален покер играч.
Той е най-проспериращият покерджия на всички времена, след като едва на 21-годишна възраст печели Световните покер серии през 2009 г. Тогава прибира сумата от $8 546 435. Има банкрол на стойност $8 500 000. Той е предимно онлайн покер играч, с повече от $500 000 печалби от онлайн турнири в момента. Към октомври 2016 г. общите му печалби от турнири на живо надхвърлят $10,460,000. 